# Idris javensis
Idris javensis är en stekelart som först beskrevs av Girault 1917.  Idris javensis ingår i släktet Idris och familjen Scelionidae. Inga underarter finns listade i Catalogue of Life.